# Il segreto di NIMH 2 - Timmy alla riscossa
Il segreto di NIMH 2: Timmy alla riscossa (The Secret of NIMH 2: Timmy to the Rescue) è un film d'animazione statunitense direct-to-video del 1998, sequel del film del Brisby e il segreto di NIMH del 1982. Il film è uscito direttamente per il mercato home video, ed è stato prodotto senza il coinvolgimento del regista originale Don Bluth, dato che la Metro-Goldwyn-Mayer possedeva i diritti di sfruttamento del titolo.

## Trama
Secondo una profezia, uno dei figli di Jonathan Brisby avrebbe salvato Valle Spinosa dal segreto del NIMH. Timothy Brisby, guarito dalla malattia che aveva costretto sua madre a traslocare in un luogo sicuro, viene scelto per compiere la profezia. Suo fratello Martin, però, avrebbe voluto essere scelto al suo posto, reputandosi più forte e meno maldestro del fratello: deciso a dimostrare le sue qualità, anche Martin decide di partire, da solo, per andare incontro al proprio destino.
Arrivato a Valle Spinosa con l'aiuto del corvo Geremia, Timmy conosce la vita meravigliosa degli abitanti della Valle e viene istruito da Giustino e dal saggio Signor Agenore; i due insegnanti lo preparano affinché Timmy possa finalmente compiere il suo destino.
Il tempo passa. Timmy, diventato grande, non riesce ancora a capire cosa intendano dire i suoi maestri con "compiere il suo destino". Una sera viene organizzata una spedizione per il rifornimento di cibo, durante la quale Timmy incontra una topolina molto intelligente, Jenny McBride. Dopo una fuga precipitosa dal feroce cane da guardia svegliato accidentalmente da Timmy, Jenny rivela di saper leggere: i suoi genitori, infatti, facevano parte del gruppo di topi di campagna che erano stati portati al NIMH per degli esperimenti che li avevano resi intelligenti. In seguito erano riusciti a fuggire, ma erano stati spazzati via da un vortice mentre attraverso i condotti di ventilazione e si pensava che fossero morti; invece, Jenny rivela che furono risucchiati dal sistema di ventilazione e finirono nei sotterranei, dove rimasero finché le acque non si calmarono. Ma quando decisero di fuggire, il dottor Valentine li ricatturò. Spiega, inoltre, che il perfido scienziato ha in mente un orrido piano che ha qualcosa a che fare con la prossima luna piena. Contemporaneamente due gatti randagi, Muriel e Floyd, vengono fatti prigionieri e portati al NIMH.
Jenny ha raggiunto Valle Spinosa per chiedere aiuto, aiuto che le viene negato, in quanto i membri del Consiglio affermano che il rischio per Valle Spinosa sarebbe troppo grande.
Jenny decide così di partire da sola a salvare i suoi genitori, affiancata da Timmy, deciso ad aiutarla dopo aver saputo dalla stessa Jenny che anche Martin è rinchiuso al NIMH.
Usando un pallone aerostatico i due fuggono da Valle Spinosa, ma durante il tragitto vengono attaccati da un falco, che li costringe a un atterraggio d'emergenza.
Timmy, a questo punto, decide di chiedere aiuto al Grande Gufo, come sua madre gli aveva suggerito il giorno della partenza. Poco dopo incontrano Cecil, un bruco che afferma di essere il portavoce del Gufo. Nonostante Cecil pretenda che venga dato qualcosa al Grande Gufo in cambio del suo aiuto, Jenny riesce a convincerlo a lasciarli passare. Timmy scopre così che Cecil non è altro che un truffatore, poiché ha messo in piedi, con l'aiuto di Geremia travestito da gufo, un imbroglio per farli diventare ricchi, imbroglio che viene subito scoperto dagli animali del bosco. Geremia e Cecil sono dunque costretti a scappare, ma Timmy e Jenny riescono a farsi dare un passaggio fino al NIMH.
Una volta arrivati, Geremia e Cecil si rifiutano di proseguire, mentre Timmy e Jenny entrano nell'inquietante struttura dove scoprono che il dottor Valentine, diventato pazzo, ha fatto il lavaggio del cervello ai suoi colleghi, che ora si comportano come dei cani. Vengono poi raggiunti da Giustino, convinto dalle parole di Jenny. Purtroppo, a causa della mania di Timmy di fare sempre di testa sua, il piano per liberare i prigionieri, tra cui i genitori di Jenny, va in fumo: Timmy, Jenny e Giustino vengono catturati da Floyd e Muriel, modificati geneticamente per essere al servizio di Valentine. Quest'ultimo, in realtà, non è il vero responsabile di ciò che Timmy e Jenny hanno visto da quando sono entrati nell'edificio.
La vera mente diabolica si rivela essere Martin, il fratello di Timmy: Joseph Valentine lo usò come cavia per un esperimento che lo trasformò in un suo lacchè, ma senza saperlo l'uomo aveva anche creato un piccolo mostro; infatti Martin si ribellò e fece a Valentine il lavaggio del cervello, trasformandolo in un cane. Divenuto il capo di un potente e malvagio esercito di ratti geneticamente modificati, Martin ha intenzione di conquistare Valle Spinosa proprio quella stessa notte, una notte di luna piena.
Martin propone a Timmy di unirsi a lui, cosa che Timmy rifiuta subito; quindi Martin lo imprigiona nella stessa gabbia dove, tempo prima, Jonathan Brisby era stato rinchiuso, mentre Jenny viene portata nella stanza di Martin per diventare la sua regina, in quanto si è innamorato di lei.
Ma Timmy riesce a fuggire con l'aiuto di Cecil e anche a neutralizzare Muriel e Floyd. Dopodiché affronta Martin e riesce a metterlo al tappeto con l'aiuto di Jenny; i due riescono infine a ingannare l'esercito di Martin mandandolo nella direzione sbagliata. 
Quando stanno per fuggire insieme agli altri prigionieri, però, scoprono che è scoppiato un incendio, accidentalmente provocato dai due gatti mentre inseguivano Timmy. Riescono, tuttavia, a mettersi in salvo, ma Timmy decide di salvare il fratello e si separa da Jenny dopo che i due si sono decisi a rivelare il proprio amore l'uno per l'altra.
Dopo essersi liberato una volta per tutte di Muriel e Floyd facendoli precipitare nella tromba dell'ascensore, Timmy riesce a salvarsi insieme a Martin attraverso il lucernario del laboratorio. I due vengono presi in volo da Geremia, rincuorato dal grande coraggio di Timmy.
Alla fine tutti ritornano a Valle Spinosa: Timmy e Jenny vengono accolti come degli eroi, Martin ritorna alla normalità e a Timmy viene dedicata una statua vicino a quella di Jonathan Brisby, l'eroe che salvò Valle Spinosa tanto tempo fa. Finalmente Timmy è riuscito a compiere il suo destino.

## Produzione

### Cast

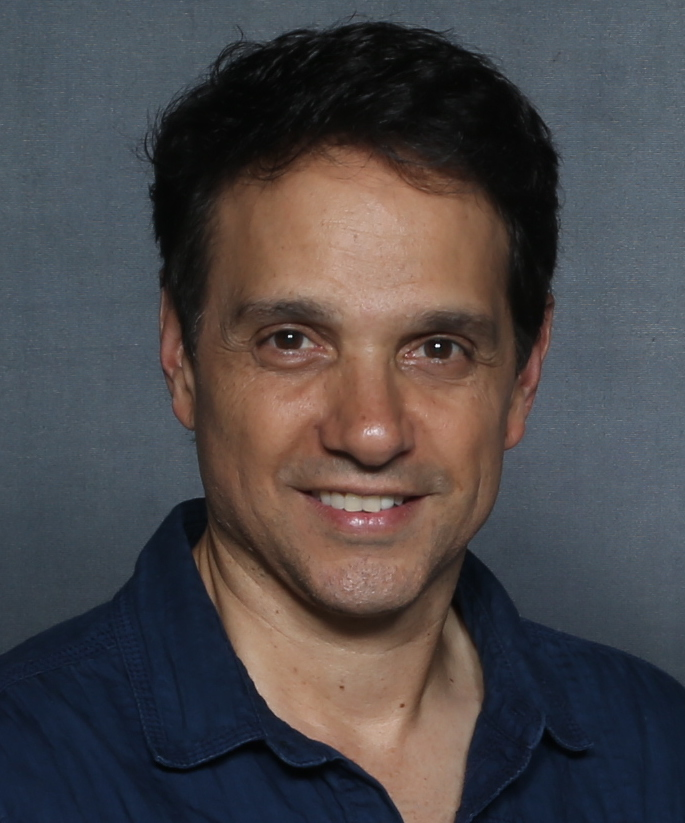
Ralph Macchio presta nel doppiaggio originale la propria voce al topolino Timmy, protagonista del film

| Personaggio                     | Doppiatore originale                                         | Doppiatore italiano            |
| ------------------------------- | ------------------------------------------------------------ | ------------------------------ |
| Timmy Timmy a 10 anni           | Ralph Macchio Andrew Ducote                                  | David Chevalier Letizia Ciampa |
| Jenny McBride                   | Hynden Walch                                                 |                                |
| Geremia                         | Dom DeLuise                                                  |                                |
| Martin Martin a 10 anni         | Eric Idle (cattivo) Phillip Glasser (buono) Phillip Van Dyke |                                |
| Cecil                           | Meshach Taylor                                               |                                |
| Signor Agenore                  | Arthur Malet                                                 |                                |
| Giustino                        | William H. Macy                                              |                                |
| Muriel                          | Andrea Martin                                                |                                |
| Floyd                           | Harvey Korman                                                |                                |
| Signora Brisby                  | Debi Mae West                                                |                                |
| Zia toporagno                   | Doris Roberts                                                |                                |
| Dr. Joseph Valentine            | Steve Mackall                                                |                                |
| Helen                           | Darlene Carr                                                 |                                |
| Teresa Brisby                   | Jamie Cronin                                                 |                                |
| Cynthia Brisby                  | Whitney Claire Kaufman                                       |                                |
| Troy                            | Jameson Parker                                               |                                |
| Brudus                          | Kevin Michael Richardson                                     |                                |
| Assistente del Dottor Valentine | Neil Ross                                                    |                                |
| Narratore                       | Peter MacNicol                                               |                                |

## Colonna sonora
La musica de Il segreto di NIMH 2 - Timmy alla riscossa è stata composta da Lee Holdridge con testi di Richard Sparks, con un album della colonna sonora della pellicola pubblicato su compact disc il 17 novembre 1998 da Sonic Images. Contiene 17 brani con temi strumentali del film eseguiti dalla Philharmonic Orchestra of London & Venezuela, incluse sei canzoni vocali di vari membri del cast.

## Accoglienza

### Critica

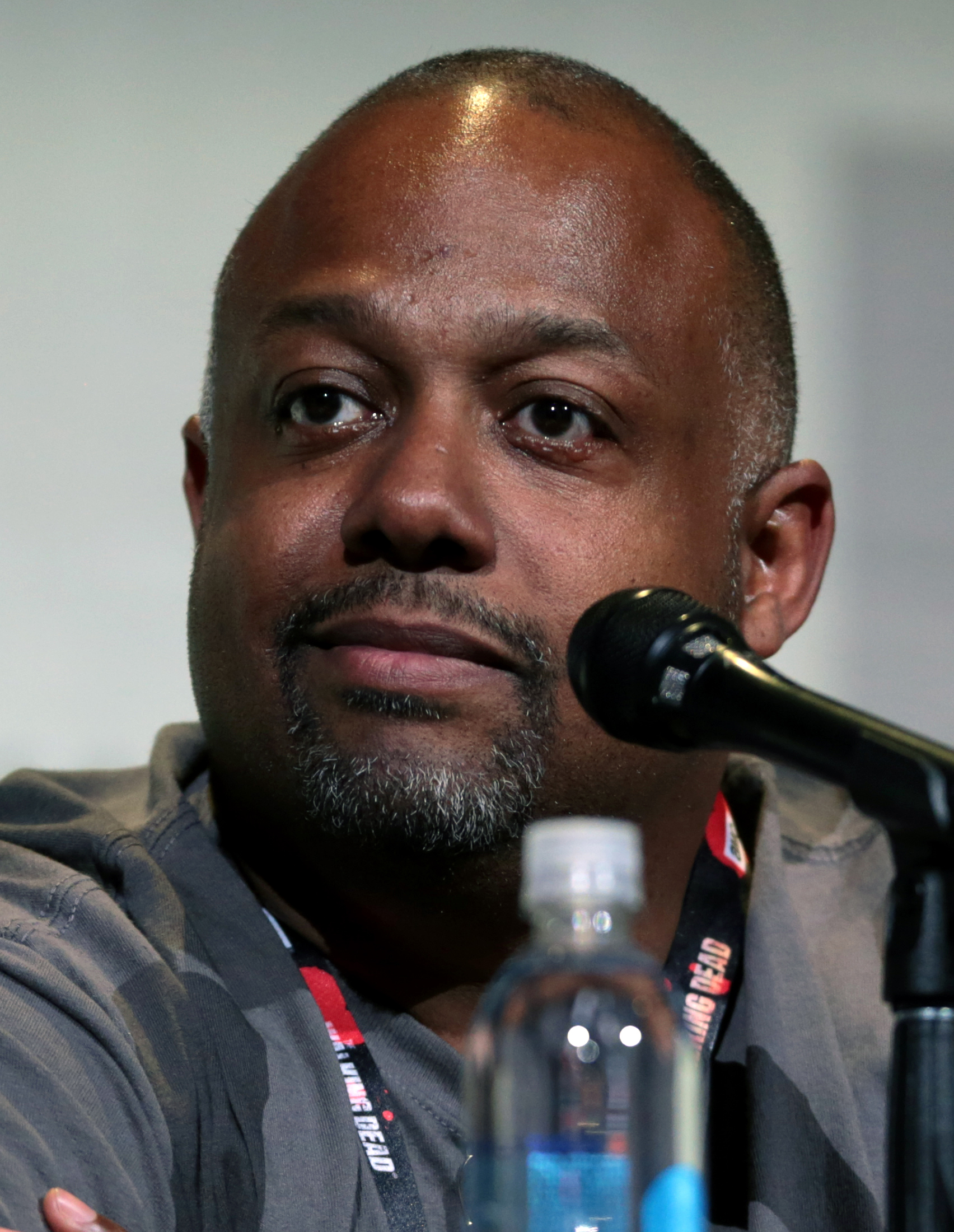
Marc Bernardin della rivista Entertainment Weekly recensì negativamente il film

Al momento del suo rilascio, il film ha ricevuto recensioni ampiamente negative. Marc Bernardin di Entertainment Weekly ha dato al sequel un voto di "C-" e ha detto: «Ahimè, questo sequel direct-to-video senza Bluth [...] sulla trasformazione di un topo da disadattato a eroe, non ha nulla dell'anima e dell'arte dell'originale, e tutta la scrittura sdolcinata della colonna sonora e la trama plasmata con le toppe, comune a ulteriori seguiti». Harlene Ellin del Chicago Tribune gli ha assegnato una stella e mezzo su quattro, aggiungendo che «la continuazione priva di ispirazione [...] chiaramente non valeva la pena aspettare». Il Radio Times ha stroncato il «livello di animazione e art design inferiore al sabato mattina» del film, il «tono sorprendentemente cupo», il «ritmo frenetico» e la scrittura «estremamente instabile». TV Guide ha assegnato alla pellicola due stelle su quattro.